# 283. strelska divizija (ZSSR)
283. strelska divizija (izvirno rusko 283. стрелковая дивизия; kratica 283. SD) je bila strelska divizija Rdeče armade v času druge svetovne vojne.

## Zgodovina
Divizija je bila ustanovljena septembra 1941.